# سوردول
سوردول (به صربی: Surdul) یک منطقهٔ مسکونی در صربستان است که در ناحیه پچینیا واقع شده‌است. سوردول ۴۴ نفر جمعیت دارد.